# Ein amerikanischer Traum (Film)
Ein amerikanischer Traum (Originaltitel: An American Rhapsody) ist ein US-amerikanisch-ungarisches Filmdrama aus dem Jahr 2001. Regie führte Éva Gárdos, die auch das Drehbuch schrieb.

## Handlung
Die Eheleute Margit und Peter Sandor fliehen im Jahr 1950 aus Ungarn in die USA. Sie nehmen die ältere Tochter Maria mit, aber die jüngere Tochter Suzanne, noch ein Baby, bleibt in Ungarn bei ihrer Großmutter zurück. Der ursprüngliche Plan sieht vor, dass das Baby separat von einer weiteren Person über die Grenze geschmuggelt wird, aber auf Grund des harten Auftretens dieser Person entscheidet sich die Großmutter dagegen. So bleibt Suzanne im Land. Da die Großmutter mit dem Auftauchen der Geheimpolizei rechnet, entschließt sie sich, das Kind wegzugeben, aufs Land, wo man sie nicht finden wird. Nach Wien geflohen, bekommen die Eheleute mit der älteren Tochter Ausreisevisa in die USA und entschließen sich schweren Herzens, ohne Suzanne auszureisen, da sie nicht mehr zurückkönnen.
Diese wird auf dem Land von einem ungarischen Paar sehr liebevoll großgezogen.
Die Sandors beginnen damit, in den USA ein neues Leben aufzubauen, die Mutter als Kellnerin, der Vater in einer Flugzeugfabrik. Die Sehnsucht nach der jüngeren Tochter aber zerreißt die Familie fast. Inzwischen wird die Großmutter festgenommen und in ein Arbeitslager gesteckt. Margit Sandor setzt sich mit dem Roten Kreuz und weiteren Stellen in Verbindung, um sich für die Ausreise der jüngeren Tochter einzusetzen. Diese feiert inzwischen schon ihren 5. Geburtstag mit ihren Pflegeeltern, die sie auch Mama und Papa nennt. Aber auch ihre richtigen Eltern senden ihr Geschenke aus den USA und die Pflegeeltern deuten ihr an, dass es noch „andere“ Eltern in Amerika gibt.
Inzwischen verstirbt Stalin, einige Reformen ereignen sich in Ungarn, und die Großmutter wird aus dem Arbeitslager freigelassen. Sie holt Suzanne sofort zu sich nach Budapest und erzählt ihr, dass ihre Pflegeeltern nicht ihre richtigen Eltern sind und sie jetzt nach den USA zu ihren echten Eltern reisen werde. Mit Hilfe des Roten Kreuzes gelingt Suzanne die Ausreise und sie fliegt nach Amerika im Glauben, letztendlich zu ihren Pflegeeltern zurückzukehren.
Als Baby von ihren Eltern getrennt, sieht Suzanne nach fünfjähriger Trennung diese und ihre inzwischen zehnjährige Schwester in Amerika wieder. Alles ist für sie ungewohnt: die Speisen, die Sprache, die Autos und Häuser – ihre Mutter nennt sie „lady“. Auch das Verhältnis zu ihrer älteren Schwester ist nicht einfach, da diese bis dahin das Leben eines Einzelkindes und ein eher amerikanisches Leben geführt hatte.
In Ungarn sind die zurückgelassenen Pflegeeltern am Boden zerstört, als sie erfahren, dass Suzanne nicht mehr bei der Großmutter in Ungarn, sondern bei den Eltern in Amerika ist. In Amerika erfährt Suzanne von ihrer Schwester, dass sie nicht mehr nach Ungarn zurückkehren wird. Ihr Vater verspricht ihr, dass, wenn sie es mit dem Leben in Amerika ernsthaft versucht und sie in einigen Jahren noch immer nach Ungarn zurückwolle, er ihr ein Ticket nach Ungarn kaufen werde.
Schnitt.
Suzanne ist inzwischen 16 Jahre und nennt in ihren Briefen ihre Pflegeeltern immer noch Mama und Papa. Auch nach vielen Jahren sind die Erinnerungen an ihre Eltern auf dem Land in Ungarn noch mehr als lebendig. Sie hat sich ansonsten aber zu einem typischen amerikanischen, eher freizügigen Teenager entwickelt, sehr zum Missfallen ihrer Mutter. So verlässt sie eines Abends trotz Hausarrest das Elternhaus, und es kommt zum Eklat mit ihrer Mutter, die daraufhin ihr Zimmer professionell verriegeln lässt. Suzanne greift zum Gewehr und schießt die Verriegelungen auf. Die Beziehung zu ihrer Mutter ist auf dem Tiefpunkt, daher erinnert sie ihren Vater an das Versprechen eines Tickets nach Budapest.
Ihre Pflegeeltern wohnen mittlerweile in Budapest und freuen sich unendlich über das Wiedersehen mit Suzanne. Sie erfährt, dass das Haus auf dem Lande beschlagnahmt wurde, und erkundet das ihr fremde Budapest in langen Spaziergängen. Sie geht auch zu ihrer Großmutter und erfährt von ihr, warum ihre Mutter Ungarn so sehr hasst und unbedingt verlassen wollte: Margit wurde Zeuge der Ermordung ihres Vaters durch einen russischen Offizier und wollte für ihre eigenen Kinder ein besseres Leben.
In weiteren Gesprächen erfährt sie noch mehr Details aus dem schwierigen Leben hinter dem eisernen Vorhang – und sie erkennt, dass Ungarn nicht ihre Heimat ist. Sie bietet den Pflegeeltern an, mit ihr nach Amerika zu kommen, doch diese möchten in Ungarn bleiben, bitten sie aber, sie „nie zu vergessen“.
Wieder zurück in Amerika, erkennen Mutter und Tochter, dass Suzannes Reise in die Vergangenheit die Grundlage für ein neues Leben in Amerika geschaffen hat, und Suzanne nennt ihre Mutter zum ersten Mal „Mama“.

## Kritiken
Roger Ebert schrieb in der Chicago Sun-Times vom 24. August 2001, Éva Gárdos wolle ihre eigene Geschichte erzählen. Ebert vermutete, viele Filmelemente würden den amerikanischen Kindern der Immigranten bekannt vorkommen. Nastassja Kinski gebe eine ihrer bewegendsten Darstellungen.
Mick LaSalle schrieb in der San Francisco Chronicle vom 24. August 2001, der Film sei ungefähr eine Stunde „beinahe großartig“, dann würde er jedoch zum „hemmungslosen Durcheinander“. Die Regisseurin – die über eigene Erfahrungen erzähle – zeige sichere Hand, solange der Film sich auf die Erlebnisse der Eltern konzentriere. Sie verliere sich als sie die 15-jährige Suzanne im Jahr 1965 zeige.

## Auszeichnungen
Éva Gárdos erhielt im Jahr 2001 zwei Preise des Nantucket Film Festivals und einen Preis des Hollywood Film Festivals. Scarlett Johansson gewann im Jahr 2002 sowohl als Hauptdarstellerin wie auch gemeinsam mit Mae Whitman und Kelly Endresz-Banlaki als Ensemblemitglied den Young Artist Award. Der Film als Bestes Drama, Mae Whitman und Kelly Endresz-Banlaki wurden für den Young Artist Award nominiert. Kelly Endresz-Banlaki wurde 2002 in zwei Kategorien für den Phoenix Film Critics Society Award nominiert.

## Hintergründe
Der Film wurde in Budapest und in Los Angeles gedreht. Die Weltpremiere fand am 20. Juni 2001 auf dem Nantucket Film Festival statt, dem am 5. Juli 2001 das Internationale Filmfestival Karlovy Vary folgte. Am 24. August 2001 kam der Film in die ausgewählten Kinos der USA, in denen er ca. 850 Tsd. US-Dollar einspielte.